# Tranvías de Mónaco
Los tranvías en Mónaco circularon entre 1898 y 1931, siendo operados a lo largo de su historia por dos empresas.

## Historia
El 20 de marzo de 1897 el Principado de Mónaco emitió una ordenanza declarando de interés público la instalación de un sistema de tranvías eléctricos. El empresario monegasco Henri Crovetto obtuvo la autorización para instalar el sistema con ayuda de la empresa Thomson-Houston, constituyendo la empresa denominada Compagnie des tramways de Monaco (Compañía de Tranvías de Mónaco, TM).
La inauguración de los tranvías se realizó el 14 de mayo de 1898 con la asistencia del príncipe de Mónaco, Alberto I, en un carro decorado especialmente para la ocasión y que contenía el escudo de armas de la familia Grimaldi. El recorrido inaugural se inició en la Place d'Armes y llegó hasta Saint-Roman, lugar donde se encontraba el depósito de los carros. Inicialmente los tranvías recibían la alimentación a través de un sistema de contactos a nivel de suelo.
El 11 de marzo de 1899 fue abierta la primera extensión de la red de tranvías monegascos, desde la estación Gare de Monaco hasta la Place de la Visitation pasando por la Place d'Armes; hacia 1900 una nueva extensión fue inaugurada, desde el Casino hasta la estación Gare de Monte-Carlo.
En 1903 los tranvías de la Compagnie des Tramways de Nice et du Littoral (Compañía de Tranvías de Niza y del Litoral, TNL) llegaron al Principado y se decidió reemplazar la alimentación eléctrica (compuesta por contactos a nivel del suelo) por uno de catenarias y postes para que pudiera ser utilizado por ambos sistemas. El 7 de noviembre de 1903 los tranvías monegascos comenzaron a operar con troles.
El 3 de agosto de 1908 TM solicitó el traspaso de su concesión a TNL; dada aquella situación, el gobernador general del Principado suscribió un convenio con la TNL para operar la red de tranvías el 28 de julio de 1909, siendo autorizado oficialmente mediante una ordenanza publicada el 7 de septiembre del mismo año. Hacia 1914 el tramo entre el Casino y la estación Gare du Monte-Carlo había cerrado.
En enero de 1923 TNL le asignó números de ruta y colores a los recorridos dentro de Mónaco, al igual que los demás recorridos que operaba en Francia: se crearon así los recorridos 41 (Monaco Visitation a Saint-Roman, con letrero de color rojo) y 42 (Place d'Armes a Monte-Carlo, con letrero de color azul). La ruta 24, proveniente desde Niza, cerró el 26 de enero de 1931, mientras que los tranvías urbanos de Mónaco fueron suspendidos el 1 de julio de 1931. Los últimos tranvías que circularon en el Principado de Mónaco fueron los de la ruta 43 (Monte-Carlo (Beaux-Arts) a Menton Garavan), que dejaron de circular el 21 de enero de 1932.

## Material rodante
La flota de tranvías de Mónaco estaba compuesta por nueve carros de color verde olivo, de 8,40 m de largo y 2, 12 m de ancho. Cada uno tenía capacidad para 36 pasajeros: 24 sentados en dos clases (los asientos tenían la disposición de filas de tres asientos, 2 juntos y 1 separado con un pasillo al centro) y 6 de pie en cada plataforma. La base y los ejes de los carros eran J. G. Brill 21E, y eran movilizados por dos motores eléctricos de 42 hp.